# He Had to Camouflage
He Had to Camouflage è un cortometraggio muto del 1917 diretto da Wesley Ruggles.

## Produzione
Il film fu prodotto dalla Vitagraph Company of America.

## Distribuzione
Distribuito dalla General Film Company, il film - un cortometraggio in una bobina - uscì nelle sale cinematografiche statunitensi il 17 dicembre 1917.